# Maitum (Sarangani)
Maitum is een gemeente in de Filipijnse provincie Sarangani op het eiland Mindanao. Bij de laatste census in 2007 had de gemeente ruim 37 duizend inwoners.

## Geografie

### Bestuurlijke indeling
Maitum is onderverdeeld in de volgende 19 barangays:
| - Bati-an - Kalaneg - Kalaong - Kiambing - Kiayap - Mabay - Maguling - Malalag - Mindupok - New La Union | - Old Poblacion - Pangi - Pinol - Sison - Ticulab - Tuanadatu - Upo - Wali - Zion |

## Demografie
Maitum had bij de census van 2007 een inwoneraantal van 37.054 mensen. Dit zijn 1.518 mensen (4,3%) meer dan bij de vorige census van 2000. De gemiddelde jaarlijkse groei komt daarmee uit op 0,58%, hetgeen lager is dan het landelijk jaarlijks gemiddelde over deze periode (2,04%). Vergeleken met de census van 1995 is het aantal mensen met 2.045 (5,8%) toegenomen.

De bevolkingsdichtheid van Maitum was ten tijde van de laatste census, met 37.054 inwoners op 290,66 km², 120,4 mensen per km².